# 岩手いすゞ自動車
岩手いすゞ自動車株式会社（いわていすずじどうしゃ、略称：岩手いすゞ）は、かつて存在したいすゞ自動車の販売会社。本社を岩手県盛岡市に置き、岩手運輸支局管轄区域を販売エリアとした。
いすゞネットワーク（現・いすゞ自動車販売）の100%子会社であった。

## 沿革
- 1946年（昭和21年）11月 - 当社前身である東和いすゞ自動車販売株式会社を創立。
- 1954年（昭和29年） 6月 - 商号を岩手いすゞ自動車株式会社に変更。
- 1962年（昭和37年）10月 - 小型車部門を分離、盛岡いすゞモーター株式会社を設立。
- 2007年（平成19年） 2月 - いすゞネットワークの完全子会社となる。
- 2012年（平成24年）4月1日 - 青森いすゞ自動車、宮城いすゞ自動車及び福島いすゞ自動車と合併、いすゞ自動車東北が発足[1]。

## 事業所所在地
- 本社 - 岩手県盛岡市津志田中央2丁目1番23号、現・いすゞ自動車東北営業第二本部岩手支社。
- 盛岡支店 - 岩手県盛岡市津志田中央
- 一関支店 - 岩手県西磐井郡平泉町平泉字三日町
- 花北支店 - 岩手県北上市村崎野20地割
- 釜石営業所 - 岩手県釜石市甲子町9地割
- 大船渡営業所 - 岩手県大船渡市盛町字下館下
- 福岡営業所 - 岩手県二戸市堀野字長地
- 宮古営業所 - 岩手県宮古市大字田鎖13地割字高柳
- 水沢営業所 - 岩手県胆沢郡金ケ崎町大字西根字西地蔵野
- 久慈営業所 - 岩手県久慈市大川目町第2地割
- 盛岡支店 サービスセンター - 盛岡市津志田中央
- 一関支店 サービス工場 - 西磐井郡平泉町平泉字三日町
- 花北支店 サービス工場 - 北上市村崎野20地割
- 大船渡営業所サービス工場 - 大船渡市盛町字下館下
- 福岡営業所サービス工場 - 二戸市堀野字長地
- 宮古営業所サービス工場 - 宮古市大字田鎖13地割字高柳
- 水沢営業所サービス工場 - 胆沢郡金ケ崎町大字西根字西地蔵野
- 久慈営業所サービス工場 - 久慈市大川目町第2地割